# Auha
Auha (arabisch عوهة) ist eine kleine Insel, die zu Kuwait gehört. Sie ist 800 Meter lang und 540 Meter breit, was einer Fläche von etwa 43 Hektar entspricht, und liegt 4 km südöstlich der Insel Failaka und 33 km von Salmiya auf dem Festland entfernt. Abgesehen von einem Leuchtturm und einem kleinen Heliport ist die Insel unbewohnt.